# Totally
Totally è l'ottavo album in studio del gruppo musicale tedesco Bad Boys Blue, pubblicato nel 1992.

## Tracce
1. Have You Ever Had a Love Like This – 3:47
2. I Totally Miss You – 3:59
3. What a Feeling – 3:22
4. Who's That Man? – 3:51
5. Warm and Tender Love – 4:00
6. Save Your Love – 4:01
7. Johnny – 4:29
8. I'm Never Gonna Fall in Love Again – 3:43
9. Rhythm of the Night – 3:56
10. I Totally Miss You (Re-Mix) – 4:31